# Riyadh
Riyadh (arabiska: الرياض, ar-Riyāḍ) är huvudstaden och den största staden i kungadömet Saudiarabien, beläget i Riyadhprovinsen i Najdregionen. Staden är belägen i den centrala delen av Arabiska halvön på en stor platå. Folkmängden beräknades till cirka 6,5 miljoner invånare 2016.
Staden är indelad i 15 administrativa områden underställda Riyadhs kommun. 

## Historia
Tiden före den islamiska kallades platsen för Hajar. Namnet kommer från det arabiska ordet rowdhah, plural av rawdah, "trädgårdar och träd" eller "trädgårdsplatsen", eftersom det under denna tiden fanns mycket underjordiskt vatten; dessa har idag torkat ut, Riyadh var sedan antiken en bördig plats i hjärtat av den arabiska halvön. Det moderna namnet åsyftade först bara delar av platsen för att senare användas för hela staden.
Vid slutet av 1700-talet var Riyadh del av Första Saudistaten som styrdes av Muhammed ibn Saud i Najd med huvudstaden Diriyah. Efter osmanernas förstörelse av Diriyah år 1818, flyttades huvudstaden till Riyadh. Delar av Diriyah finns fortfarande kvar.
Stadens område ökade från år 1902 under Abdul Aziz ibn Saud som senare grundade det nya kungadömet Saudiarabien år 1932 med Riyadh som huvudstad. Den diplomatiska huvudstaden förblev i Jidda till 1982. 1960 hade staden omkring 150 000 invånare, för att 2010 ha 5,2 miljoner invånare.

## Demografi
| År   | Invånarantal |
| ---- | ------------ |
| 1862 | 7 500        |
| 1935 | 30 000       |
| 1950 | 111 000      |
| 1960 | 156 000      |
| 1970 | 408 000      |
| 1980 | 1 055 000    |
| 1990 | 2 325 000    |
| 2000 | 3 567 000    |
| 2010 | 5 227 076    |
| 2015 | 6 369 710    |

## Byggnader

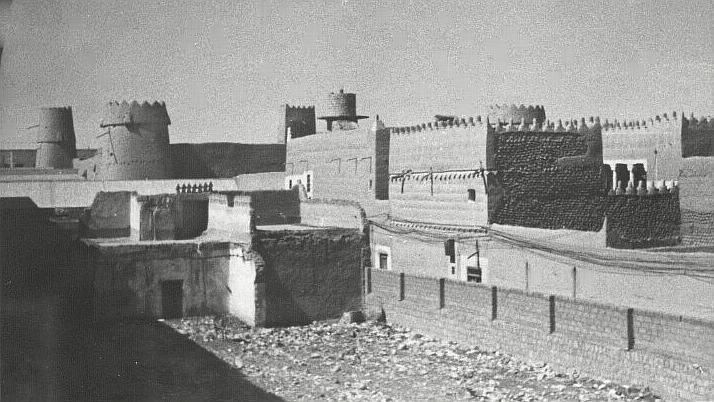
Byggnader i Riyadh 1964

- Riyadhs TV-torn är ett 170 meter högt televisionstorn med en utsiktsplats i Riyadh. Tornet byggdes mellan 1978 och 1981.
- Al Faisaliyah Center var den första skyskrapan som konstruerades i Saudiarabien och idag den näst högsta byggnaden i landet.
- Kingdom Centre är den idag högsta byggnaden i landet.
- Al Rajhitornet blir den högsta byggnaden i Saudiarabien när det är färdigt år 2009.
- Kung Khalid internationella flygplats
- Kung Fahdstadion
- Masmakfortet
- Sahah Al Hukom och Qasr-al-Hukm
- Riyadhs vattentorn som är en 33% större men i övrigt exakt kopia av vattentornet Svampen i Örebro.

## Turism
Platser att besöka i Riyadh är begränsade, men vissa ställen finns:
- Masmakfortet, ett slott i Riyadh känd för kung Abdulaziz Al Sauds plats år 1902.
- Kung Fahds kulturcentrum, beläget utanför staden.